# 圣尼克
圣尼克（法語：Saint-Nic，法語發音：[sɛ̃ nik]）是法国菲尼斯泰尔省的一个市镇，位于该省中部偏西南，属于沙托兰区。

## 地理
圣尼克（48°12'9"N, 4°16'54"W）面积18.03 平方千米，位于法国布列塔尼大區菲尼斯泰尔省，该省份为法国最西部的省份，位于布列塔尼半岛西部，北西南三面环大西洋，东临阿摩尔滨海省和莫尔比昂省。
与圣尼克接壤的市镇（或旧市镇、城区）包括：阿尔戈勒、迪内欧勒、普洛莫迪耶恩、特雷加尔旺。

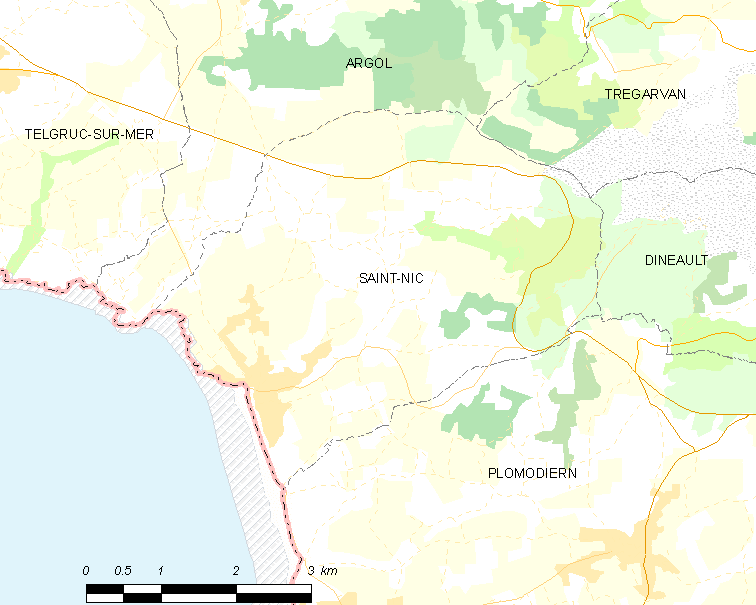
圣尼克的OSM定位图

圣尼克的时区为UTC+01:00、UTC+02:00（夏令时）。

## 行政
圣尼克的邮政编码为29550，INSEE市镇编码为29256。

## 政治
圣尼克所属的省级选区为克罗宗县。

## 人口

1962-2008年间圣尼克人口变化图示

圣尼克于2022年1月1日时的人口数量为756人。